# Lawrence mot Texas
Lawrence mot Texas var en rättegång 2003 där USA:s högsta domstol beslutade att delstaten Texas förbud mot könsumgänge/sodomi mellan personer av samma kön stred mot USA:s konstitution. Därmed skulle liknande lagar i flera andra delstater upphävas.
Många delstater i USA har dock inte följt högsta domstolens beslut. Det var 2014 olagligt med sodomi i 12 delstater i USA.